# Polonia en los Juegos Olímpicos de Río de Janeiro 2016
Polonia estuvo representada en los Juegos Olímpicos de Río de Janeiro 2016 por un total de 243 deportistas que compitieron en 23 deportes. Responsable del equipo olímpico es el Comité Olímpico Polaco, así como las federaciones deportivas nacionales de cada deporte con participación.
El portador de la bandera en la ceremonia de apertura fue el balonmanista Karol Bielecki.

## Medallistas
El equipo olímpico de Polonia obtuvo las siguientes medallas:
| Nombre                                                              | Deporte             | Competición          |
| ------------------------------------------------------------------- | ------------------- | -------------------- |
| Oro                                                                 |                     |                      |
| Anita Włodarczyk                                                    | Atletismo           | Martillo F           |
| Magdalena Fularczyk Natalia Madaj                                   | Remo                | Doble scull (W2X) F  |
| Plata                                                               |                     |                      |
| Piotr Małachowski                                                   | Atletismo           | Disco M              |
| Maja Włoszczowska                                                   | Ciclismo de montaña | Campo a través F     |
| Marta Walczykiewicz                                                 | Piragüismo          | K1 200 m F           |
| Bronce                                                              |                     |                      |
| Wojciech Nowicki                                                    | Atletismo           | Martillo M           |
| Rafał Majka                                                         | Ciclismo en ruta    | Ruta M               |
| Monika Michalik                                                     | Lucha libre         | 63 kg F              |
| Oktawia Nowacka                                                     | Pentatlón moderno   | Individual F         |
| Karolina Naja Beata Mikołajczyk                                     | Piragüismo          | K2 500 F             |
| Maria Springwald Joanna Leszczyńska Agnieszka Kobus Monika Ciaciuch | Remo                | Cuatro scull (W4X) F |